# Muddy Manninen

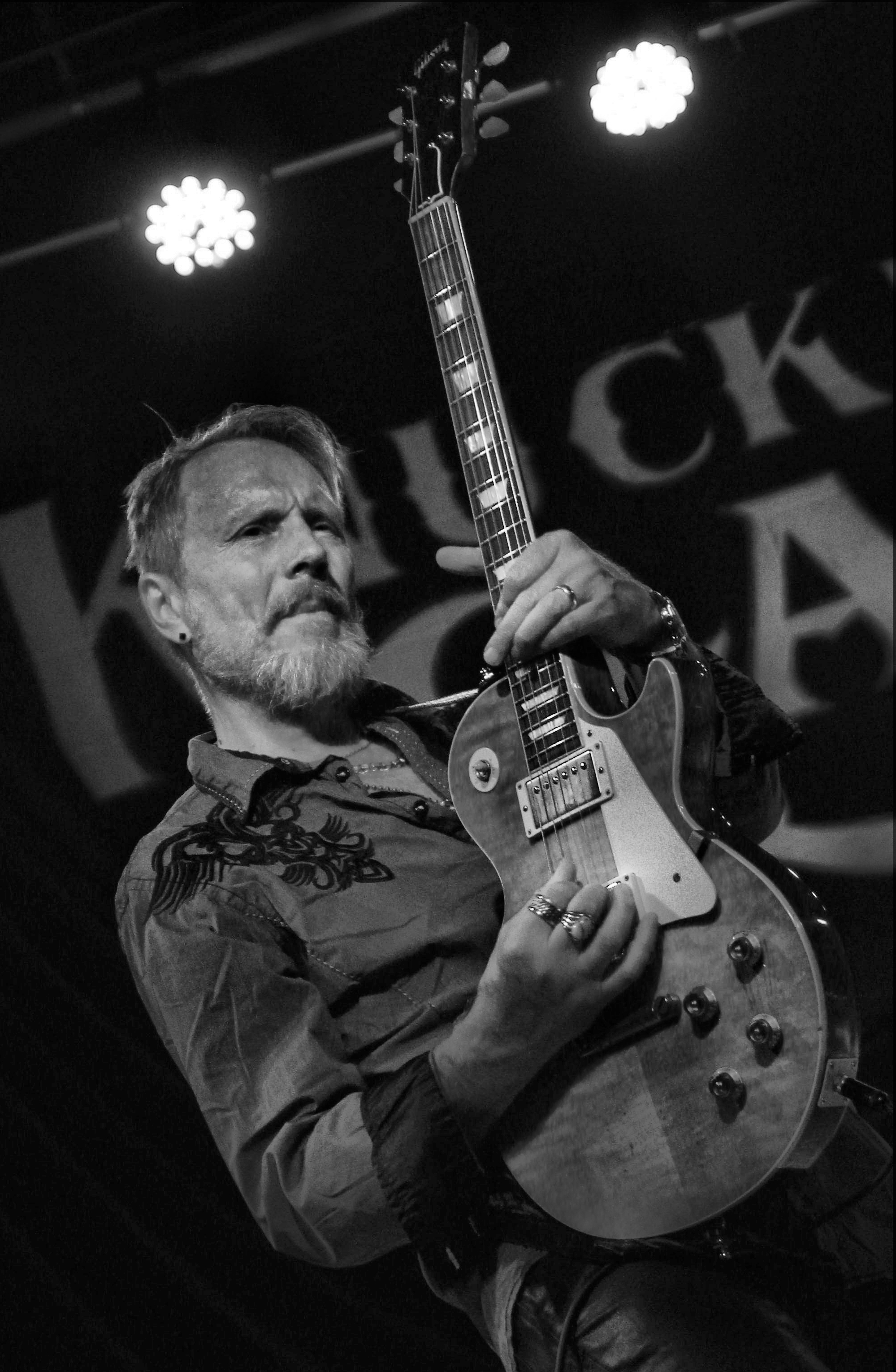
Jyrki Manninen, 2016

Jyrki „Muddy“ Manninen (* 14. November 1957 in Helsinki) ist ein finnischer Gitarrist. Er war von 2004 bis 2017 Gitarrist der Band Wishbone Ash und in dieser Zeit an vier Studioalben beteiligt.

## Leben
Muddy Manninen begann im Alter von 13 Jahren Gitarre zu lernen. Initialzündung war She’s a Woman von den Beatles und insbesondere Paul McCartneys Gesang, der ihn dazu brachte, es als Musiker zu versuchen. Er begann zunächst klassische Gitarrenstunden zu nehmen. Seine erste elektrische Gitarre war eine Kopie einer Ibanez Les Paul. Anschließend begann er mit Schulfreunden seine ersten Bands wie Diesel Band und Safe as Milk (benannt nach einem Album von Captain Beefheart) zu gründen. Mit seiner nächsten Band – der Red House Blues Band – nahm er im Jahr 1979 seine erste Single für die finnische Plattenfirma „Love Records“ auf, bevor diese Konkurs ging.
Muddy zog für eine Weile nach Schweden, und als er zurückkam, schloss er sich Pave Maijanens Band „Mistakes“ an, mit der er zwei Alben („Mistakes“ und „Pidä Huolta“) aufnahm. 1983 ging er für zwei Jahre nach Amsterdam.
Als er im Jahr 1985 nach Helsinki zurückkehrte, gründete er die Band Havana Blacks, mit der er die Single Is It Fun aufnahm. Mit der Gründung von Gringos Locos und dem Erscheinen des gleichnamigen Debütalbums im Jahr 1987 sowie den nachfolgenden Alben Punch Drunk (1989) und Raw Deal (1991), machte er sich über die skandinavischen Grenzen hinaus einen Namen als Rockgitarrist. Die band tourte unter anderem mit Status Quo.
Nach der Auflösung der „Gringos“ arbeitete Muddy als Session-, Tour- und Studiomusiker u. a. mit skandinavischen Größen wie Hector, Pave Maijanen, Edu Kettunen und Kim Lönnholm zusammen. So war er auch Mitglied in der ‚Mestarit‘-Touring Band, die aus vier der bekanntesten skandinavischen Künstlern – Kirka, Pave Maijanen, Hector und Pepe Willberg – bestand.
Im Jahr 2004 wurde er, auf Empfehlung seines ehemaligen Gringos-Kollegen Ben Granfelt, dessen Nachfolger bei Wishbone Ash. Er wurde der siebte Gitarrist der Band. Mit Wishbone Ash war Muddy bis zum April 2017 weltweit unterwegs. Er spielte außerdem auf vier Studioalben sowie zahlreichen Livealben und brachte sich auch als Songwriter ein. Während dieser Zeit sprang er für andere Künstler wie Ben Granfelt, Jenny Darren und Hipkiss als Studio- und Session-Gitarrist ein, war jedoch zeitlich extrem eingespannt, da Wishbone Ash im Jahr mehr als 150 Konzerte spielte. Er verließ die Band im Einvernehmen, um neue musikalische Wege einzuschlagen und sich auf seine Solokarriere zu konzentrieren. Sein Nachfolger bei Wishbone Ash wurde Mark Abrahams von der britischen Band Coyote.
Nach dem Ausstieg spielte er sein erstes, selbstproduziertes Soloalbum Long Player (2017) ein, dem 2020 River Flow folgte. Auf den beiden Alben konnte er Melanie Denard, Gregg Sutton, Richard Johnson, Kev Moore und Chris Melhuish als Sänger verpflichten. Das Schlagzeug bei Long Player spielte Dave Hill, bei River Flow Simon Kirke von Free ein.

## Instrumente
Manninen ist seit seinen Anfängen ein Fan der Les Paul. Er spielt eine Custom Shop ’58 mit Tonabnehmern von Kloppman. Außerdem spielt er eine Lap-Steel-Gitarre von Arioso mit einem Pickup DiMarzio Hot P-90. Des Weiteren besitzt er eine Gibson Firebird V und eine Les-Paul-Kopie von Tokai. Als Akustikgitarre verwendet er eine Yamaha-12-String und eine Burns-12-String.

## Diskografie

### Soloalben
- 2017: Long Player (Eigenproduktion)
- 2020: River Flows (Eigenproduktion)

### Mit Wishbone Ash
- 2005: Live on XM Satellite Radio (XM Satellite Radio)
- 2006: Clan Destiny (Eagle Records)
- 2006: Bona Fide (Bellaphon)
- 2006: Live at the Spirit of 66 (DVD, LpECProduction)
- 2007: The Power of Eternity (Talking Elephant)
- 2008: Argus "Then Again" Live (Talking Elephant)
- 2009: 40 – Live in London (Golden Core)
- 2010: Live at the Grand – Road Works Volume 1 (Eigenproduktion)
- 2011: Elegant Stealth (Zyx Music)
- 2012: Live in Hamburg – Road Works Volume 2  (Eigenproduktion)
- 2013: Live in Germany – Road Works Volume 3  (Eigenproduktion)
- 2014: Blue Horizon (Solid Rockhouse Records)
- 2015: Live at Ashcon '14 – Road Works Volume 4 (Eigenproduktion)
- 2015: Live at Metropolis 16/05/15 (Talking Elephant Records)
- 2015: Live in Paris 2015 (Eigenproduktion)
- 2015: Road Works (Boxset, Talking Elephant Records)
- 2018: Junctions – The Best of Road Works (Kompilation, Talking Elephant Records)

### Mit Gringos Locos
- 1987: Gringos Locos (Dig It)
- 1989: Punch Drunk (Dig It)
- 1991: Raw Deal (Dig It)
- 2009: Second Coming of Age (Windseekers)

### Mit Hector
- 1992; In Concert 1966–1991 (Flamingo)
- 1992: Ensilumi tulee kuudelt (Parlophone)
- 1994: Salaisuuksien Talo (Parlophone)
- 2003: Total Live! 1991–2003 (All Star Music)

### Weitere Alben
- 1992: Pave Maijanen – Kaikki Nämä Vuodet (Parlophone)
- 1993: Samuli Edelmann – Parhaat (Parlophone)
- 1996: Anita – Neonenkeleitä (EMI)
- 1997: Topi Sorsakoski – Kalliovuorten Kuu (Parlophone)

- 1998: Roma – Tuuleen Hudaan (EMI Finland)
- 2012: Ben Granfelt – Melodic Relief (Supersounds Music)
- 2017: Jenny Darren & The Ladykillers – Ladykiller (Seacrest Oy)
- 2017: Hipkiss – Shedfunk (Bighorn Music)
- 2018: Ben Granfelt – My Soul to You (SPV)
- 2020: Martin Engelien – Go Music – One Earth (A1 Records)
- 2022: Black Pearl – Black Pearl (Redline Music)